# Furnikár
Furnikár (Furnicari) település Romániában, Moldvában, Bákó megyében.

## Fekvése
Bákótól délkeletre, a Szeret partján, Coteni és Tamás közt fekvő település.

## Története
Furnikár lakosai katolikus magyarok, akik a 19. század elején költöztek a településre Bogdánfalváról.
1842-ben 39 lakosa volt.  1930-ban 232 lakosa volt, melyből 69 volt római katolikus.